# Austroaleurodicus lomatiae
Austroaleurodicus lomatiae is een halfvleugelig insect uit de familie witte vliegen (Aleyrodidae), onderfamilie Aleurodicinae.
De wetenschappelijke naam van deze soort is voor het eerst geldig gepubliceerd door Tapia in 1970.